# Jefferson v Paříži
Jefferson v Paříži (v originále Jefferson in Paris) je americký dramatický film z roku 1995, který režíroval James Ivory. Film zachycuje pět let (1785–1789), které budoucí americký prezident Thomas Jefferson strávil jako americký velvyslanec v Paříži. Snímek měl světovou premiéru 31. března 1995.

## Děj
Thomas Jefferson jako americký velvyslanec ve Francii sympatizuje s revolučními myšlenkami. Zároveň je konfrontován s mravy a zvyky šlechtické vrstvy, čímž se dostává mezi obě strany společnosti. Jefferson, čerstvě ovdovělý, se setkává s Marií Coswayovou, která je vdaná za britského snoba. Zamilují se do sebe, ale svůj vztah musí držet v tajnosti.
Jeffersonova dcera Patsy svého otce sice miluje, je však naštvaná, že se musí navštěvovat katolickou klášterní školu. Jeffersonova mladší dcera Polly přijíždí do Paříže s otrokyní Sally. Sally je atraktivní mladá žena, která upoutá Jeffersonovu pozornost. Jefferson a Sally se stanou přáteli. Jefferson je povolán zpět do Spojených států. Sally mezitím otěhotní s Jeffersonem a chce zůstat v Paříži se svým bratrem, který je také otrokem v Jeffersonově domácnosti. Jefferson je přesvědčí, aby se vrátili do Virginie, že jim a budoucím Sallyiným dětem udělí svobodu. Patsy, mj. také na protest proti milostnému vztahu jejího otce se Sally, uvažuje o konverzi na katolickou víru, Jefferson jí připomíná, že má na starosti domov ve Virginii místo její zesnulé matky. Konflikty v Jeffersonově domě jsou v naprostém kontrastu s radikálním pouličním bojem nadcházející Francouzské revoluce.

## Ocenění
Film byl promítán v soutěži o Zlatou palmu na filmovém festivalu v Cannes.

## Obsazení
| Nick Nolte                 | Thomas Jefferson                     |
| Greta Scacchi              | Maria Cosway                         |
| Thandiwe Newton            | Sally Hemings                        |
| Gwyneth Paltrow            | Patsy Jefferson                      |
| Seth Gilliam               | James Hemings                        |
| Michael Lonsdale           | Ludvík XVI.                          |
| Charlotte de Turckheim     | Marie Antoinetta                     |
| Simon Callow               | Richard Cosway                       |
| Lambert Wilson             | markýz de La Fayette                 |
| James Earl Jones           | Madison Hemings                      |
| Nancy Marchand             | abatyše                              |
| Beatrice Winde             | Mary Hemings                         |
| Tim Choate                 | reportér                             |
| Jean-Pierre Aumont         | Pierre-François Hugues d'Hancarville |
| Elsa Zylberstein           | Adrienne de La Fayette               |
| Nicolas Silberg            | Monsieur Petit                       |
| Catherine Samie            | kuchařka                             |
| Stanislas Carré de Malberg | chirurg                              |
| Bob Sessions               | James Byrd                           |
| Christopher Thompson       | tlumočník                            |
| Steve Kalfa                | Joseph Ignace Guillotin              |
| Jacques Herlin             | učenec                               |
| André Julien               | učenec                               |
| Groell Damien              | dauphin                              |
| Vernon Dobtcheff           | králův tlumočník                     |
| Laure Killing              | dvorní dáma                          |
| Catherine Chevalier        | dvorní dáma                          |
| Matilde Vitry              | dvorní dáma                          |
| Daniel Mesguich            | Franz Anton Mesmer                   |
| Ismail Merchant            | velvyslanec sultána Tipú             |
| Martine Chevallier         | Mademoiselle Contat                  |
| Valérie Lang               | bláznivá                             |
| Vincent Cassel             | Camille Desmoulins                   |
| Jean Dautremay             | obchodník                            |